# Epia intricata
Epia intricata är en fjärilsart som beskrevs av Druce 1904. Epia intricata ingår i släktet Epia och familjen silkesspinnare. Inga underarter finns listade i Catalogue of Life.